# Golden Lady
「Golden Lady」（ゴールデンレディー）は、日本の女性歌手・島谷ひとみの楽曲。島谷の34枚目のCDシングルとして、2018年8月22日にエイベックス・エンタテインメントの社内レーベルのavex traxからリリースされた。
表題曲は、疾走感のある UK Acid フレイバーなシティポップス。木村友威による歌詞は30代後半という島谷の年齢を踏まえて「自分の中にある女性をただ美しく咲かせる」というメッセージが込められ、ベーシストでもある藤谷一郎が「とにかく好き放題にベースを弾けるように」と作曲した。音楽・オーディオ評論家の及川公生はこの曲を「今風というか、アシッド・ジャズ＆クロスオーバー・アーバン系」と評し、次のように論じた。
この曲は島谷にとってデビューからの節目となる「20周年幕開けの決意表明」であり、曲への思い入れについて島谷は次のように語っている。
街の夜景をバックに島谷がオープンカーのマスタングを運転するレトロな雰囲気のミュージックビデオは横浜と三浦で撮影された。
島谷と親交の深い睦と井出泰彰が作詞・作曲した C/W の「sabão」（シャボン）は、島谷によると「恋の歌に見えて、本当は人生そのものを歌っている」。

## 収録トラック
CD
1. Golden Lady – 4:00
作詞：木村友威 / 作曲・編曲：藤谷一郎[9]
日本テレビ系『ウチのガヤがすみません!』8月度エンディングテーマ[10]
2. sabão - 5:20
作詞：睦 / 作曲・編曲：井出泰彰[11]
3. Golden Lady (Instrumental)
4. sabão (Instrumental)

DVD
1. Golden Lady(Music Clip)
2. Golden Lady オフショット